# Motti presenti nelle armi delle famiglie italiane
Questo articolo elenca una serie di motti, divise e grida di guerra presenti nelle armi delle famiglie italiane così come riportati negli Armoriali delle famiglie italiane e in altre pubblicazioni citate nella bibliografia.

## Motti in italiano
- A buona speranza Fracassi (Cesena)
- A buona speranza Mentone (Cherasco)
- A buon diritto Anguissola (Piacenza)
- A chi sa legger nella fronte il mostro Di Lieni
- Adelaide Liberata Albertazzi (Roma)
- Ad ogni guerra e giostra Pullini
- Aeropagita Ferrero Ancisa
- All'opera Barbò (Cremona)
- Ancora spero Cicogna e Cicogna Mozzoni (Milano)
- Ardo e non ardo Furno
- Asino son e con il mio sapere, gli altri stan ritti, ed io sto a sedere Appiani
- A tempo suo Ferrero di Lovencito

- Bello in sì bella vista anco e l'horrore Rivarolo (Genova)
- Benché gelida sia, gorgoglia e bolle Fontana
- Ben ti voglio Bentivoglio (Bologna)
- Bisogna Colleoni
- Bisogna Colleoni e Colleoni Porto (Bergamo, Vicenza)

- Cara fe' m'è la vostra Carafa
- Che miracol fian l'opere sue Rinuccini
- Che per fredda stagion foglia non perde Foglia (Trento)
- Chi fa la casa in piazza, la fa troppo alta o troppo bassa Bassa
- Chi fa la casa in piazza, la fa troppo alta o troppo bassa Bassi
- Chi fa la casa in piazza, la fa troppo alta o troppo bassa Batta
- Chi fermo spera de Gennaro
- Chi ha la buona fama e poi la perde, riacquistar la può, ma non sì verde Guidi (Modigliana, Romena)
- Chi la fa l'aspetti Mazzinghi (Firenze)
- Chi va piano, va sano Piano (Piemonte)
- Chi va piano, va sano Sano
- Con il tempo Copisano (Chieri)
- Con limpidezza D'Adda e D'Adda Salvaterra (Milano)
- Con tutto il cuore Carnevali (Fossombrone, Pesaro, Velletri)
- Con tutto il cuore Lin (Venezia)
- Con tutto il cuore Lini (Modena)
- Cosa fatta capo ha Amidei (Toscana)
- Così mi stringe amore Festi (Trentino)
- Cresce in bene Crescimbene

- Dio provvederà Staccoli
- Durando vinco Capone (Montella, Avellino)

- Ecco il fiore di Rodi (in origine era scritto in greco) Rodocanachi (Livorno)
- E che non puote amore? Medici
- E dentro avvampa Brusoni
- E di tal vincitor si gloria il vinto Capece
- E di tal vincitor si gloria il vinto Galli della Loggia
- E di tal vincitor si gloria il vinto Gallo
- Egli un osso duro ha tolto a rodere Canossa
- En (in) fedeltà finirò la vita Colombo (Piemonte)

- Libertà ed indipendenza Casati (Milano)

- Mai tardi fur Della Chiesa (Torino)
- Memor esto (sii consapevole) Rampinelli (Brescia)
- Memoriale così va Serego Alighieri (Verona)
- Mio è il dovere Doveri (Livorno)
- Non ebbi idoli Boni de Nobili (Garfagnana, Firenze, La Spezia)

- Non fuorvierà Corinaldi (Padova)
- Non per forza Biandrate

- Pangallo Cutrona (Cerami)
- Pazienza vinse scienza Bruschi Falgari (Roma)
- Per cortesia più splendo Bellinzaghi (Milano)
- Per lealtà tenere Arese Lucini (Milano)
- Per non dormire Bartolini Salimbeni e Bartolini Salimbeni Vivai (Firenze)
- Più che mai Baiardi (Parma)
- Più alto, più oltre Casagrande (Roma)

- Quel che il lume indora io cerco Cusani (Parma)

- Sempre lo stesso Biavati (Lucca)
- Spero Carminati di Brambilla (Milano)

- Tutto alfin vola Asinari (Parigi, Ungheria, Roma, Torino)
- Tutto onore Compagnoni
- Tutto onore Compagnoni Floriani (Macerata, Firenze)
- Tutto onore Compagnoni Marefoschi (Potenza Picena)

- Vigilando  Palitti (L'Aquila)
- Virtù sola fa l'uomo Belli (Torino)

## Motti in latino
- Ab aestu et tempestate [(ripara) dalla calura e dalla tempesta] Cappellini (Mondovì) e Capellini
- Ab alto [dall'alto] Pigna
- Ab alto [dall'alto] Tasso
- Ab alto in altum [dall'alto verso l'alto] Bertolotto
- Ab alto omnia [ogni cosa (viene) dall'alto] Albini (Roma)
- Ab extremis interna [dagli estremi ciò che è dentro (in mezzo)] Bonomi
- Ab igne ortus et occasus iugnis [il principio dal fuoco e la fine di fuoco] Mastrivo
- Abiit non obiit [passò, non morì] Rota
- Ab ipsa salus [da lei stessa, la salvezza] Osella
- Abluimur non obruimur [ci bagniamo ma non siamo sommersi] Colonna
- Abluor non obruor [mi lavo, non annego] Raimondo
- Ab occidente calamitas [la calamità (viene) da occidente] Ricasoli
- A bono malum [dal bene (nasce) il male] Cybo
- Ab ortu ad occasum [dall'oriente all'occidente] Goti
- Ab ortu ad occasum [dall'oriente all'occidente] Goto
- Ab ortu ad occasum [dall'oriente all'occidente] Gotti
- Absque labore nihil [senza lavoro nulla (si ottiene)] Currò (Trieste)
- Absque labore nihil [senza lavoro nulla (si ottiene)] Magnocavalli e Magnocavallo
- Accendor non uror [mi accendo ma non brucio] Zabarella
- Accensa micabit [accesa risplenderà] Cittadini
- Acie et soliditate [con acume e con fermezza] Cinughi (Siena)
- Aciem restituit [(le) restituì il taglio] Santi (Bergamo)
- Acquiescat rationi voluntas [la volontà si pieghi alla ragione] Delfino (Cuneo)
- A cruce salus [dalla croce la salvezza] Maggio
- A cruce salus [dalla croce la salvezza] Maio
- A cruce salus [dalla croce la salvezza] Mayo
- Acta non verba Demidoff (Russia, Firenze)
- Acutum splendentemque [acuto e splendente] Salvetti (Bergamo)
- A Deo et Virtute Spero [spero in Dio e nelle virtù] Ballocchi (Modena, Toscana)
- Ad aethera (firma fides) [(fede costante) alle cose celesti] Bonino (Biella)
- Ad ethera Bonino di Chiavazza
- Ad alta peto [tendo alle cose superiori] Girifalco
- Ad amplius et minus [(adeguato) al più e al meno] Lingua (Cuneo)
- Ad astra [verso gli astri] Montaperti
- Ademi fortuna, coecitatem Aloisi (Roma)
- A Deo et ad Deum cuncta Ansidei Signorelli Montemarte (Perugia)
- A Deo et rege [da Dio e dal re] Scotti
- Ad esemplum Bombicci Pontelli (Firenze)
- Ad fortia [a cose forti] Manno
- Adiuva nos, Deus, salutaris noster [aiutaci, Dio, nostra salvezza] Allucignoli (Lucca)
- Adiuva nos, Domine Deus [aiutaci, Signore Iddio] Mazzetti
- Adiuvante Deo [con l'aiuto di Dio] Acton (Napoli)
- Ad maiora Baracca (Lugo)
- Ad medelam [a rimedio] Malaspina
- Ad meliora [a cose migliori] Del Careto e Del Carretto
- Admirabile opus [opera ammirevole] Osella (Verona)
- Ad montem duc nos [guidaci al monte] Gonzaga (Mantova)[1]
- Ad nullius pavebit occursum Besta (Teglio (Sondrio), Milano)
- Ad numina Calvi
- A domino factum est istud Joly
- Ad omnen fortunam (paratus) [(pronto) per ogni evento] Pullini (Rivoli)
- Adoramus crucem tuam [adoriamo la tua croce] Paleologo
- Ad sidera [alle stelle] Messonero
- Ad sidera semper [sempre (rivolto) al cielo] Bertoja e Bertola
- Ad sidera velox [veloce al cielo] Farcito
- Ad sidera virtus [il valore (giunge) alle stelle] Rignon (Torino) Rigoni Stern (Asiago)
- Ad sidera volo [volo al cielo] Vanossi (Chiavenna)
- Ad sidera vultus [il volto al cielo] Lepri
- Ad splendida sursum [in alto verso le (virtù) splendenti] De Rie
- Ad sublimia recta Bevilacqua (Giaveno (Torino))
- Ad verticem [in cima] Cappelli (S. Demetrio nei Vestini)
- Ad verticem [in cima] Cappello (Venezia)
- Aemula siderum, vigilat [vigila, come le stelle] Monti o Del Monte (Brescia)
- Aemula virtus [virtù emulatrice] Garagno
- Aemula virtus [virtù emulatrice] Graziani (Napoli)
- Aequabo si faveas De Cossé
- Aeque impartitur [equamente si divide] Placidi (Siena)
- Aequis vigilantia Galliziano
- Aestu et frigore crescat Laurent
- Aeterna florida virtus [eterna e florida virtù] Mocenigo (Venezia)
- Aeterna parantur virtute [con la virtù si approntano imprese eterne] Bignoli di Galliate (Novara)
- Afflatu flammescet [col vento s'infiamma] Colombini
- Agere et pati fortia [agire e sopportare con forza] Brascorens
- Agere et pati fortia [agire e sopportare con forza] Durazzo (Genova)
- Age, tutus eris [agisci, sarai sicuro] Severini (Pesaro)
- Agitata clarescit [(la spada) mossa risplende] Paolucci
- Agitatione purgatur [col movimento si purifica] Orlandini
- Agitatus, nam constans [irrequieto, ma costante] Costanzo e Costanti
- Agit dum agitur [opera mentre è scosso] Aleandri (Friuli)
- Agit dum agitur [opera mentre è scosso] Aleandro (Venezia)
- Agnoscit tempus [riconosce il momento] Fieschi (Genova)
- Alba me, Domine [fammi diventare bianco (canuto), Signore] Albani (Bergamo)
- Albescunt inedia pennae [le penne diventano bianche per l'inedia] Appiani (Aosta)
- Alieno loquitur ore [parla per bocca altrui] Oreglia (Genova) e Oseglia
- Allicit et terret Castelli (Palermo)
- Allicit et terret Castelli (Terni)
- Alii habent, alii merentur famam [alcuni hanno la fama, altri la meritano] Giordani
- Aliquando plena [di tanto in tanto piena (la luna)] Tolomei (Siena)
- Alit [sostiene] Annecchino (Napoli)
- Aliter coelestia durant [ben altrimenti durano le cose celesti] Magno (Venezia)
- Aliud in titulo, aliud in pyxide [una cosa nell'etichetta, un'altra nel vaso] Franchi
- Aliunde nihil [nulla dal di fuori] Negrini
- Alma Ceres [Alma Cerere] Granelli (Lombardia)
- Almus tribunus at [almo tribuno, però] Di Rienzo
- Alta a longe cognoscit [da lontano riconosce le cose sublimi] Gonzaga
- Alta petit Mantileri
- Alta petit recta qui tendit [raggiunge cose eccelse chi vi aspira] Piccia
- Alter Brutus patriae libertatis vindex [nuovo Bruto vindice della libertà della patria] Mantegazza (Lombardia)
- Alterutra fortuna Brizio
- Alterutra fortuna Brizio Falletti (Torino)
- Alterutrum [o l'una cosa o l'altra] Politi
- Altiora [cose più alte] Camajani
- Altissimus nos fundavit De la Chambre
- Altius [più alto] De Corsant
- Altius [più alto] Marchisio
- Altius tendo [punto più in alto] Volo
- Amicitia [amicizia] Amistà
- Amicitia trahit amorem [l'amicizia porta l'amore] Amistà
- A minimis quoque sibi timendum [anche i più piccoli sono da temere] Mosca
- Amor curas donat [l'amore dà preoccupazioni] Menocchio e Ranocchio
- Amor et charitas [amore e carità] Spitalieri (Piemonte)
- Amor et fides [amore e fede] Durini (Milano)
- Amor et labor [amore e lavoro] Carcano (Milano)
- Amore virtute [con l'amore, con la virtù] Paoli (Pesaro)
- Amor vicit et fides Diaz (Roma)
- Angelus at Gabriel animis haec otia fecit [Angelo Gabriele (nome di un antenato) procurò questi ozi per l'anima] Paleotti
- Anguis sola victoriam fecit [una biscia da sola diede la vittoria] Anguissola (Piacenza, Napoli, Pavia)
- A nido devota Tonanti [fin dalla nascita devota al tonante (Giove)] Foresta (Nizza Marittima)
- Anima cunctis rebus praeferri debet Brillo (Padova)
- Animosa virtus Coardi (Torino)
- Animus et prudentia Paluat
- Annosa validior [vecchia è più forte] Vecchione
- Annuentibus superis [col favore degli dei] Poncino (Milano)
- A nostro sanguine Caesares [dal nostro sangue i Cesari] Valori (Firenze)
- Ante mori quam foedari [prima la morte che il disonore] Antamoro e Antemaro (Roma)
- Ante solem Paoletti
- An tibi quod alteri Loyra
- Antiquitate et virtute [antichità e nobiltà] Saraceno (Brà)
- Antiquitate et virtute [antichità e nobiltà] Girifalchi poi Saraceno (Matera)
- Apte non arcte De Genève
- Ara soli Deo [l'altare a Dio soltanto] Arasoli
- Arcana fides [fede nei misteri (divini)] Roero
- Arcano defensa gelu [difesa da arcano gelo] Venenti (Bologna)
- Archintea laus Archinto (Pisa, Milano, Tainate, Parona, Erba, Villalbese e Albizzate)
- Ardens ad sidera [aspira ardentemente alle stelle] Pieracchi
- Ardens et aequum [ardente e giusto] Regnauld
- Ardens in aeterno [in eterno avvampo] Maccan (Trento, Villanova di Prata)
- Ardens semper paratus Andreatta (Merano, Trento)
- Ardens sum Bardesono e Bardessono (Roma, Torino)
- Ardeo nam credo [ardo perché credo] Calefati o Calefato o Calafato (Firenze)
- Ardet avita virtus Villa
- Ardet brachium et lucet fides [arde il braccio e risplende la fede] Musso (Sardegna)
- Ardet excita virtus [la virtù incitata risplende] Villa (Ferrara)
- Ardo et non ardeo [ardo e non mi consumo] Furno
- Arduo labore tandem supereminet Rapier
- A Rege Poloniae [dal re di Polonia] Roncalli (Brescia)
- Aret et fato virescit Risaglia
- Argumentum non satis unum [non basta un solo argomento] Cienga
- Arma decent fortes Gantelet
- Arma me fecerunt De Ramus
- Arma pro amico [armi per giovare agli amici] Gria
- Armatos vinco Martin-Salire
- Arma virumque cano [canto le armi e l'eroe] Cano (Sassari)
- Arte conservato [conservalo con l'arte] Cristofori (Cento)
- Astra petiti virtus Perboni
- Astutiam simplicitate tempera [tempera l'astuzia con la lealtà] Colomba
- Attamen mihi clarus [e tuttavia mi è chiaro] Chiariti
- Attingimus portum Della Rovere
- Audaces juvat [(la fortuna) aiuta gli audaci] Veniero
- Audaces fortuna juvat Ternavasio
- Audacia semper in omnia Boni (Firenze, Garfagnana)
- Audendo proficit Meynoer
- Audentes fortuna juvat [la fortuna aiuta gli audaci] Tomasi
- Audentes juvo [aiuto gli audaci] Calcagni e Calcagno
- Audiendo et videndo facere Perno
- Audio, video, taceo, donec [odo, vedo, taccio, finché] Franchi (Torino)
- Augent obscura nitorem Bruno (Torino)
- Augent obscura nitorem Bruno di Clavesana
- Augent obscura nitorem Bruno di Samone
- Auribus et consilio Cavalleri
- Aurum labore fulgentius Bonaini da Cignano (Firenze)
- Auspice coelo Pascalis (Torino)
- Auspice tuto Millet
- Auspicis firmata suis Gianazzo
- Aut Caesar aut nihil Durazzo (Napoli)
- Aut Caesar aut nihil Borgia (Milano)
- Aut in hoc, aut cum hoc Antici Mattei (Roma)
- Aut vincendum aut moriendum Arborio di Gattinara
- Auxilium meum a Domino Astegiano
- Auxilium meum a Domino Comune
- Auxilium meum a Domino De Abbondi (Trento)
- Auxilium meum a Domino Olgiati
- Auxilium meum a Domino et principe Bertrand de Vigny
- Auxilium meum a Dominum Baroni
- Ave, Maria [ti saluto, Maria] Castello
- Ave, Maria [ti saluto, Maria] Guerra
- Ave, Maria [ti saluto, Maria] Pantini
- Ave, Maria [ti saluto, Maria] Rabio
- Ave, Maria [ti saluto, Maria] Rasso
- Ave, Maria [ti saluto, Maria] Sanchez (Orbetello)
- A veritate nomen [dalla verità il nome] Carragnaco
- A veritate nomen [dalla verità il nome] Verità
- A vetustate robur [dalla vecchiezza la forza] Della Rovere
- A.V.F. De Compey
- A virtute nobilitas Cavagnolo (Torino)
- A virtute viri Sallenove
- A virtute viri Viry
- A.V.I.S.A. Dell'Isola
- Avulso uno, non deficit alter [troncato l'uno, rimane l'altro] Noto (Palermo)

- Beatae Virginis letae De l'Allée
- Beati monoculi in terra caecorum [beati i guerci nella terra dei cechi] Melloni
- Bella gerant alii [gli altri facciano le guerre] Perucca
- Bellando debellans [vince combattendo] Bellano
- Belli et pacis amor [amore per la guerra e per la pace] Guerrieri Gonzaga
- Belligerans in bello et in pace famoso [combattente in guerra e famoso in pace] Gagliardi (Napoli)
- Bello et paci [con la guerra e con la pace] Richelmi
- Bello et paci [con la guerra e con la pace] Tesauro
- Bellum com vitiis Scaravelli
- Bene agere et laetari [fare il bene ed esser lieti] Valfrè
- Benedictus Deus [Iddio sia benedetto] Benedetti
- Bene docet [insegna bene] Formicola
- Bene fac, Domine, bonis (et) rectis corde [fai il bene, o Signore, ai buoni e ai giusti di cuore] Barbò
- Bene merentibus Arezzo (Palermo, Ragusa, Siracusa)
- Bene scripsisti, Thoma [bene scrivesti (di me), o Tommaso] D'Aquino
- Bene sunt fortes [bene stanno i forti] Benincasa
- Bene vivere et laetari [vivere bene e rallegrarsi] Viti
- Benignor adsit [assista più benigno] Caraccioli del Sole
- Blanditur amicis [accarezza gli amici] Tasso
- Blasius facito [lo farà Biagio] De Blasio e Blasio (Roma)
- Bombelles in bello non imbelles [i Bombelli in guerra non imbelli] Bombelli (Cannobio, Milano)
- Bona ardua virtus [la buona virtù è ardua] Bonardi (Mondovì)
- Bona arduis virtus Bonardo
- Bona fide exuberat Bonoifanti
- Bona referet nova De Magistris
- Bonorum operum gloriosus est fructus Delitala (Roma, Cagliari, Belotana, Bosa)
- Bonus semper et fidelis [sempre buono e fedele] Pastorelli (Piemonte)
- Bonus semper et fidelis [sempre buono e fedele] Pastorella (Sicilia)
- Bos frugi [il bue è sobrio] Bovi e Bovio
- Brevi periodo me expediam [in poco tempo mi libererò] Franchini
- Byssus et purpura [il bisso e la porpora] Porporato

- Caecus non iudicat de colore [il cieco non dà giudizi sul colore] Melloni (Piemonte)
- Caesaris sum [sono di Cesare] De' Vecchi (Siena)
- Caieta Italiae adserta [Gaeta conquistata all'Italia] Cialdini (Valencia (Spagna))
- Calcaria virtus addit Celebrini (Fossano)
- Calore odor [dal calore il profumo] Tolomei-Gucci
- Campi tui replebuntur ubertate [I tuoi campi saranno opimi di ubertà] Campi
- Candet interius [risplende più interiormente] Bianchi
- Candida de Nigris [le cose candide dalle nere] Negri (Bergamo)
- Candida ne inficias [non macchiare le cose candide] Lasbianca (Ivrea)
- Candida praecordia [cuore candido] Pucci (Firenze)
- Candidior (animus) [(animo) più candido] Vecchietti o De' Vecchietti (Firenze)
- Candidior fides [fede più pura] Clerici
- Candidior interius [più candido più internamente] Moretto
- Candidior intus [più candido dentro] Ricasoli
- Candor et decor [candore e decoro] Prendiparte (Modena)
- Candor illaesus [candore immacolato] Bandinelli
- Candor illaesus [candore immacolato] Caravadossi (Nizza Maritima)
- Candor illaesus [candore immacolato] Sforza
- Cantate Domino canticum novum [cantate al Signore un nuovo cantico] Gamach (Bard)
- Cantate et exultate [cantate ed esultate] Cantafesta (Milano)
- Cantus et gemitus idem [uguale il canto e il gemito] Tortolini
- Capio aut quiesco [prendo o riposo] Mocenigo
- Cariem non sentit [non sente il tarlo] Della Rovere
- Caritatis opus [opera della carità] Alessio (Castellaro)
- Caroli sum [sono di Carlo (V)] Bianchi
- Caroli sum [sono di Carlo (V)] Bombaci
- Carpe diem (quam minimum credula postero) [profitta d'oggi (fidando per niente nel domani)] Petroni
- Casa mea alata est [la mia casa ha le ali] Casale (Padova)
- Causam querit [ricerca la causa] Fioramonti (Vicenza)
- Celeritate et mora [con la celerità e con l'indugio] Del Carretto
- Celsa petit [cerca le cose eccelse] Cittadini
- Certamina Caissotti (Cuneo, Torino)
- Charitas Christi urget nos [la carità di Cristo ci spinge] Pulciano
- Charitas et fides Camondo (Parigi)
- Charitas urget [la carità sospinge] Bacci (Roma)
- Christus mihi adjuva [Cristo aiutami] Ferrero (Pinerolo)
- Cingit et obstat Ratto Vaquer (Genova, Prunetto, Roma)
- Cingit non obstat Duport (Lione (Francia))
- Circumspice [guardati attorno] Guidi (Firenze, Cesena, Pratovecchio, Rimini)
- Cito germinat [germoglia presto] Germonio
- Clara quaecumque profert [chiare sono tutte le cose che produce] Lucarini
- Clarescunt aethere claro [risplendono nell'aria serena] Ajazzo, Agazzo, Ajassa
- Claret, non nocent [i Claret(ti) non nuocciono] Còaret (Savoia), Claretti (Nizza, Ponzano di Piemonte)
- Clarior elucescam [risplenderò più chiaro] Dell'Orso
- Clarior in tenebris [più chiara nelle tenebre] Carutti
- Coelesti impulsi [per impulso celeste] Claretti (Ponzone)
- Coeli refert imaginem [riproduce l'immagine del cielo] Caliari
- Coelo demittitur alto [viene dall'alto dei cieli] Caracciolo del Sole
- Coelo duce [con la guida del cielo] Visconti
- Coelo et armis [col cielo e con le armi] Lengueglia (Genova)
- Coelo et solo [col cielo e con la terra] Crova (Chivasso)
- Coeloque soloque [e col cielo e con la terra] Boasso (Torino)
- Coelum non animum, muto [cambio il cielo, non l'animo] Gerini
- Coelum non animum, muto [cambio il cielo, non l'animo] Silvestri
- Coelum tango votis [coi voti tocco il cielo] Pavoni (Verona)
- Cogitata perficiam [porterò a termine ciò che ho pensato] Spinelli
- Conciliat animos [concilia gli animi] Mercurio (Sicilia)
- Conficit una dies [basta un giorno solo] Cornaro
- Confidam in paucis [abbi fede nel poco] Bevilacqua (Cenedo, Milano)
- Congratulamini mihi [congratulatevi con me] Ghislieri
- Consilio et virtute [col senno e con la virtù] Dal Pozzo (Napoli, Lucera)
- Constans et fidelis [costante e fedele] Morra di Lavriano (Pancalieri)
- Constanter Costa (Piacenza)
- Constanter et sincere [fermamente e sinceramente] Foscari
- Consulatur immortalitatis promissio [conforta la promessa di immortalità] Paradisi (Civita Castellana, Ravenna)
- Comites inter astra [compagni tra le stelle] Soavi o De Suavis
- Cor inviolabile rarum [un cuore inviolabile è raro] Corraro o Correr
- Cor mundum [cuore puro] Roselli (Napoli)
- Cor unum via una [un solo cuore una sola via] Correra
- Crescam ut evehar [crescerò per essere portato in alto] Aimo (Piemonte)
- Crescit in adversis virtus [la virtù cresce nelle avversità] Cisa Asinari (Torino)
- Crescit occulto velut arbor aevo [col tempo cresce senza farsi notare, come un albero] Sforzolini (Gubbio)
- Cum arca [con l'arca] Comarca
- Cum bonis bonus, cum perversis perversus [buono con i buoni, perverso con i perversi] Ricasoli (Firenze)
- Cum feris ferus [spietato con gli spietati] Milesi
- Cum fortibus Conforti (Parma)
- Cum Leo de Bouche-Blange: vae cui porrexero manus! Boccabianca (Ripatransone, Roma)
- Cum necessitate justitia [giustizia con il bisogno] Bisogno o De' Bisogni
- Cuncta cubile [tutte le cose son (buone per fare un) letto] Spannocchi (Siena)
- Cunctando restituit (rem publicam) [temporeggiando salvò (la repubblica)] Massimo (Roma)
- Cupio bonum [desidero il bene] Rucellai (Firenze)
- Cupis alta salire [brami di balzare in alto] Cari (Sicilia)
- Cursu praedam [con la corsa (raggiungerò) la preda] Scaglia (Roma)

- Dat plenum cernere lumen [concede di scorgere la piena luce] Grisoni (Venezia)
- Datum desupere [dato dall'alto (da Dio)] Peruzzi (Firenze)
- Decor ab intus [lo splendore dall'interno] Vercellini
- De forti dulcedo [la dolcezza del forte] D'Este
- De forti dulcedo [la dolcezza del forte] Grattarola
- Deliciis non itur ad astra  [con le mollezze non si compiono nobili imprese] Canestri Trotti (Forlì)
- Deo favente [col favore di Dio] Pellegrini (Cuneo)
- Deo favente [col favore di Dio] Presterà
- Deo favente Comes Corsiae [col favore di Dio conti della Corsica] Ornano (Corsica)
- Deo iuvante [con l'aiuto di Dio] Bono (Ventimiglia)
- Deo juvante [col l'aiuto di Dio] Grimaldi (Monaco)
- Deorsum nunquam [mai in basso] Orsini
- Deorsum nunquam [mai in basso] Targioni-Tozzetti (Livorno)
- Deorum honores [onori degli dei] Brusati (Brescia)
- Deo volente [Dio volente] Buglione
- Deus, amor, pax [Dio, amore, pace] Amigoni (Cumiana)
- Deus arcum suum tendit [Dio tende il suo arco] Arcieri e Degli Arcieri (Catanzaro)
- Deus dat, Deus aufert [Dio dà, Dio toglie] Malfatti (Verona)
- Deus dedit [Dio lo diede] Deodati (Lucca)
- Deus dies Baldacci
- Deus et constantia [Dio e costanza] Caprara (Roma, Alessandria d'Egitto)
- Deus et dies [Dio e il tempo (i giorni)] Trotta
- Deus et ego [Dio e io] Sardi (Ferrara)
- Deus et gladium Barattieri di San Pietro (Piacenza, Torino)
- Deus et labor [Dio e lavoro] Criscione (Ragusa)
- Deus et omnia [Dio e tutto] Trivulzio
- Deus et virtus [Dio e la virtù] Sponzilli
- Deus felicitas, homo miseria [Dio felicità, l'uomo miseria] Porcia (Friuli)
- Deus fortitudo mea [Dio è la mia forza] D'Este
- Deus fortitudo mea [Dio è la mia forza] Fieschi
- Deus fortitudo mea [Dio è la mia forza] Mazzola
- Deus major columna [Dio è la maggior colonna] Maggiori (Piemonte)
- Deus mecum nihil timeo Cahen (Parigi)
- Deus pascit corvos [Dio nutre i corvi] Corbi
- Deus pascit corvos [Dio nutre i corvi] Corbino
- Deus pascit corvos [Dio nutre i corvi] Corvi
- Deus pascit corvos [Dio nutre i corvi] Corvini
- Deus pascit corvos [Dio nutre i corvi] Corvo
- Deus, protectio mea [Dio, mia protezione] Paleologo
- Deus salus mea et fortitudo mea [Dio, mia salvezza e mia forza] Samuelli (Montepulciano)
- Deus videt [Dio vede] Martini
- Dextera Domini fecit virtutem [la destra del Signore fece la virtù] Gerace (Sicilia)
- Dirige viam tuam Cassoli (Reggio Emilia, Rimini, Bologna, Milano)
- Diripere et comburere cognominis [è del cognome rapinare e bruciare] Saccardo
- Disce pati [impara a soffrire] Albergati
- Disce pati vincere si vis [impara a soffrire se vuoi vincere] Fontanelli
- Discordia concors [la discordia concorde] Tribolati
- Dissimilium infida societas [la compagnia dei dissimili è infida] Dalla Gatta
- Diu delibera [decidi a lungo] Bertucci (Roma)
- Diversum et idem [diverso, ma lo stesso] Gianotti (Torino)
- Divino robore [per forza divina] Gelli (Toscana)
- Divinum dare, humanum accipere [è cosa divina donare, umana ricevere] Gonzaga
- Divo Jove auctore sequimur acta patrum Berzetti (Vercelli, Torino)
- Domat omnia virtus [il valore doma ogni cosa] Anguissola
- Domat omnia virtus [il valore doma ogni cosa] Amat (Cagliari, Roma)
- Domat omnia virtus [il valore doma ogni cosa] Boschetti
- Domat omnia virtus [il valore doma ogni cosa] Pasi
- Domine labia mea aperies [o Signore, aprirai le mie labbra] Labia (Venezia)
- Dominus cum fortibus [il Signore è coi coraggiosi] Dominici (Bricherasio)
- Dominus fortitudo Branciforte - Sicilia
- Dominus regit me Buzzi Langhi (Cassine, Alessandria)
- Donec vivam certabo [combatterò finché avrò vita] Biegeleben (Gries (Bolzano))
- Dubius eventus belli [dubbio è l'esito della guerra] Bello
- Ducit amor patriae [l'amor di patria (ci) sospinge] Gonzati
- Dulce pro patria mori [è dolce morire per la patria] Tettoni (Novara, Romagnano)
- Dulces gloriae fructus [dolci i frutti della gloria] Dattili
- Dum canit, decepit [quando canta, ha ammaliato] Freylino (Piemonte)
- Dum fata trahunt [mentre il destino trascina] Alemagna
- Dum latrat custodit [custodisce latrando] Ferrarotto (Messina)
- Dum spiro, spero [finché respiro, spero] Ascotti
- Dum spiro, spero [finché respiro, spero] Carranza (Varese Ligure, Pisa, Parma)
- Dum spiro, spero [finché respiro, spero] Carafa
- Dum spiro, spero [finché respiro, spero] Frangipani (Castello)
- Dum spiro, spero [finché respiro, spero] Froja
- Dum spiro, spero [finché respiro, spero] Spiro
- Durandum est [si deve perseverare] Durando
- Durandum est [si deve perseverare] Fellini
- Durissima conficit Alberici (Orvieto)
- Durissima conficit Arciti (Orvieto)
- Durum est pati [è penoso il soffrire] Boccadiferri (Bologna)

- Eat in posteros delphica laurus [vada ai posteri l'alloro di Delfi] Dèlfico e Dèlfico de Filippi (Teramo)
- E cura securitas [dal lavoro la sicurezza] Peire (Piemonte)
- E forti dulcedo [dal forte la dolcezza] Arbosio
- E forti dulcedo [dal forte la dolcezza] Mella
- E forti dulcedo [dal forte la dolcezza] Melano
- Elata sede nitescit Barrilis (Torino, Bologna)
- Ero cultura quam tradidero [sarò la cultura che avrò tramandato] Ragazzi (Bobbio, Genova, Torino)
- Est mihi pro Domino dextra parata meo Brida
- Est mihi pro Domino dextra parata meo Cagnis di Castellamonte (Torino)
- Est modus in rebus [c'è una misura nelle cose] Avario
- Est modus in rebus [c'è una misura nelle cose] De Catinelli (Gorizia)
- Esto fidelis Costanzia o Costanzio (Torino)
- Esto vigilans Altoviti-Avila (Firenze)
- Estote parati Bettolo (Roma)
- Est tibi terra locus, semper coelumque Diana Delogu (Cagliari, Sassari, Ittiri, Pozzomaggiore, Banari)
- Et a domino factum istud Belcredi (Pietra de' Giorgi (Pavia))
- Et avi numerantur avorum Altoviti-Avila (Firenze)
- Et decoret gloria Curini Galletti (Pisa)
- Et Deo et hominibus Piccolomini (Siena)
- Et in coelo praemium (e una ricompensa in paradiso) Mondella (Brescia)
- Et in fine dulciora canit [e sul finire canta le cose più dolci] Diversi (Lucca)
- Et mori lucrum [anche nella morte un guadagno] Morticelli (Sulmona)
- Et non parta sequor Calleri (Torino)
- Et voluisse sat est [anche aver voluto è abbastanza] Belforte
- Et voluisse sat est [anche aver voluto è abbastanza] Mascari
- Ex bello pax [dalla guerra (viene) la pace] Blasi (Osimo)
- Ex fide securitas [dalla fede la sicurezza] Guardiolo
- Ex fide securitas [dalla fede la sicurezza] Inguardiola
- Ex flammis resurgo [risorgo dalle fiamme] Conti Cellesi (Pistoia)
- Ex petra leo [dalla roccia il leone] Bruni Roccia (Montella, Avellino)
- Extra aleam positus Aliotti (Arezzo, Smirne)
- Fac et spera [fa' e spera] Fea
- Fac et spera [fa' e spera] Lapi
- Facta et fata favebunt [i fatti e i fati saranno favorevoli] Marchisio
- Facta non verba [fatti, non parole] Facta o Fatta
- Facta non verba [fatti, non parole] Renzi
- Fama mobilitate viget, viresque acquirit eundo [la fama aumenta col moto e coll'andare acquista forza] Cosentino
- Fama mobilitate viget, viresque acquirit eundo [la fama aumenta col moto e coll'andare acquista forza] Mauro
- Fama mobilitate viget, viresque acquirit eundo [la fama aumenta col moto e coll'andare acquista forza] Turchi
- Fata si poscunt dabo Crozza
- Fata viam inveniunt [i destini trovano la via] Carafa
- Fatalis fortitudo [la forza fatale] Stanga
- Fatis brachium omnia vincit [il braccio vince tutto col destino] Bracceschi
- Felice sidera coelum Boschis
- Fide, consilio, manu Ceriani Sebregondi (Milano)
- Fide et labore Cavazza (Bologna)
- Fide et opere Brunetta (Torino)
- Fidei merita(s) [i meriti della fede] Nielli (Piemonte)
- Fidelis custos Baudi (Torino)
- Fidelis et prudens Bernetti Evangelista (Fermo)
- Fidelitas Clivio (Milano)
- Fidelitate et assiduitate Albori (Trieste)
- Fideliter ex corde Corradi Cervi (Parma)
- Fidenti sperata succedunt Beretta (Milano)
- Fidentius tenax Amedeo (Torino)
- Fides Cattaneo (Pavia, Firenze, Milano)
- Fides ac virtus Elti (Gemona, Gorizia, Roma, Venezia)
- Fides ac virtus Elti Zignoni (Muzzana del Turgnano (Udine))
- Fides ante omnia Besozzi Valentini (Roma)
- Fides belli ac pacis amator Angelini (Ala)
- Fides iuncta paci Bertoglio (Milano)
- Fides nigro sub vellere cana Campello (Roma, Campello, Arrone)
- Fides sola sufficit [basta la sola fede] Sessa (Milano, Lombardia)
- Fides ubique Cremona Casoli (Reggio Emilia)
- Fides vim auget [la fede aumenta la forza] Baroffio Dall'Aglio (Milano)
- Firmior ictu [colpito rinsalda] Andreassi (Napoli)
- Floridi temporis memoria Colleoni Porto (Vicenza)
- Fluctuat nec mergitur [è sbattuta dalle onde ma non affonda] Silva (Legnano, Milano)
- Foecundior in dies Buglione (Saluzzo, Roma, Torino)
- Fortes fortuna adjuvat [la fortuna aiuta i forti] Botta
- Fortes fortuna adjuvat [la fortuna aiuta i forti] Castello
- Fortes fortuna adjuvat [la fortuna aiuta i forti] Ternovasio
- Fortior in adversis [nelle avversità più forte] Cays e Cais (Caselette)
- Fortis cupio pacem Bossi Pucci (Firenze)
- Fortis et incorruptis Bigeschi della Serra (Portoferraio)
- Fortis et patiens Bernardi (Ambivere (Bergamo))
- Fortis pietas vigilo Antonini (New York)
- Fortiter et generose Arnaboldi Gazzaniga (Milano)
- Fortiter et generose Bellisomi (Bergamo)
- Fortiter et prudenter Ansidei Signorelli Montemarte (Perugia)
- Fortiter sustentum Confalonieri (Milano, Merate (Brianza))
- Fortitudo [con la fortezza] De Conturbia (Milano)
- Fortitudo pax [la pace con la fortezza (intesa come qualità morale)] Bolla (Alessandria)
- Fortunam suam quisque parat Filotico (Manduria)
- Fovet et lucescit [giova e brilla] Baroli (Cremona)
- Fragiles prudentia firmat Canera (Torino)
- Frangar non flectar [mi spezzo ma non mi piego] Bertucci (Roma)
- Frangar non flectar [mi spezzo ma non mi piego] Danieli
- Frangar non flectar [mi spezzo ma non mi piego] Politi
- Frangimur non flectimur undis [non ci pieghiamo alle onde, ma le spezziamo] Colonna o Colonna Romano (Roma, Palermo, Alcamo)
- Frangitur non flectitur Brigante Colonna Angelini (Tivoli, Roma)

- Gemendo germinat Carrassi o Carassi (Fossano, Torino)
- Generosi patrata viridia Asquer (Cagliari)

- Habet sua sidera tellus Tuccimei (Roma orig. Sezze)
- Hac stella duce Borselli Ferrara
- Haec peperti virtus Di Colloredo Mels (Udine)
- Herculis labor Alimena (Montalto Uffugo)
- Hic cadent fulmina caesis Cesi
- Hinc genus inde fides Bagliani (Alessandria)
- His adstringor catenis Alberti (Genova)
- Hoc etiam non sufficit [ancóra non basta] Albizzi (Roma, Firenze)
- Hoc virtutis opus Bernardini della Massa (Cesena)
- Honor virtutis premium Avignone (Messina, Monteleone Calabro, Roma)
- Honor virtutis premium Celesia (Finalborgo, Genova, Alassio)
- Honor virtutis premium Mazzeo (Messina)
- Honor virtutis premium Pazzaglia (Pistoia, Viterbo, Roma)
- Honori et utilitati favet  [giovare all'onore e all'utile] Cantelli (Parma, Rimini)
- Humanitas Dosi Delfini (Roma)
- Humilitas omnia vincit [l'umiltà vince tutte le cose] Caccia (ramo di Varallo Pombia) (Milano)
- Humilitas omnia vincit Caccia (ramo di Romentino) (Novara)

- Iam dies est Albini Riccioli (Urbino, Pesaro)
- Illesae quiescunt Biego (Vicenza, Venezia, Firenze, Vigevano)
- Illustratur non frangitur Boni (Firenze)
- Immotus nec iners [fermo ma non inerte] D'Annunzio (Vittoriale Gardone)
- Immundus cedit honesto De Buatier De Mongeot (Parma)
- Impavidum ferient Dall'Aste Brandolini (Forlì, San Paolo del Brasile, Torino)
- Impavidum ferient Brandolini (Forlì, Bagnacavallo, Venezia, Ferrara)
- In arduis fidelis Cecchini (Roma, Perugia, Gubbio)
- In arduis prudens Malvasia della Serra Gabrielli
- In charitate Della Chiesa
- In cruce victoria [nella croce la vittoria] Capello (Torino, Roma, Assisi)
- In Deo fides [fede in Dio] Bertolli (Pisa)
- Inexpugnabilis [inespugnabile] Castracane degli Antelminelli (Fano)
- Inexpugnabilis Castracane degli Antelminelli (Cagli, Rimini)
- In hostes acerbus [aspro verso i nemici] Acerbo (Abruzzo)
- In luce graditur Cravosio Anfossi (Torino)
- In melius Baratta (Genova)
- In occiduam Baldini (Rimini)
- In proessura potens et redundans Serci (Nuraminis (Sardegna))
- Insigne crimen Cittadini Cesi (Terni)
- In simplicitate et prudentia [nel candore ma con avvedutezza] Bianco (Torino)
- In spe offendere nescit Elia (Roma)
- Insvetum per iter Casati (Milano)
- In tenebris tamen absque tenebris Calori Cesis
- In tenebris tamen absque tenebris Calori Stremiti (Modena)
- In utroque vigil Borghese (Roma)
- Integritate et merito Broglio (Resana (Treviso))
- Inter oves locum praesta Agnelli (Ferrara)
- Interius candidior Zerbino (Andorno)
- I prae sequar Colocci Vespucci (Iesi)
- Ius dico atque patriam custodio Guffanti (Cislago, Besazio)
- Iuris, iustitiae ac libertatis vindices sunt Confalonerii Confalonieri (Piacenza, Milano)
- Iustum et tenacem Petitti di Roreto (Torino)
- Iustus et propositi tenax De Cattanei di Momo (Venezia)
- Iustus ut palma florebit [fiorirà il giusto come la palma] Colli
- Labor et fidelitas Cagnola (Milano)
- Labore fructus Boldrini (Torino)
- Labor hominem honorat Cottrau (Napoli)
- Labor integritas De Daninos (Milano)
- Labor omnia vincit improbus Brunelli (Brescia)
- Laus Deo! [sia lode a Dio!] Bandini (Camerino)
- Leniter et opere sado Brascorens (Torino)
- Leo non capit muscas [il leone non acchiappa le mosche] Mosca (Pesaro)
- Libertas Cybo-Malaspina (Massa)
- Lib. ital. ab. est. Barbiano di Belgioioso e Barbiano di Belgioioso d'Este (ramo secondogenito) (Milano)
- Loco et tempore [a luogo e a tempo] Raimondi (Piemonte e Nizza)
- Loquebar de testimoniis tuis in conspectu regum Amat (Cagliari, Roma)
- Lucia stirps claris olim lucebat alumnis [l'illustre stirpe dei Lucij di lungi illuminava i discendenti]  Mancini (Roma)
- Lumine tuto Baldi (Bra)

- Malo mori quam foedari [preferisco morire che essere disonorato] Bianchis (Fossano)
- Malo mori quam foedari De Betta Inama (Verona)
- Malo mori quam foedari Carena Castiglioni (Villa Nosetta (Como))
- Mandatis paratus Boarelli (Verzuolo (Piemonte))
- Meditare finem Caccialupi
- Meditare finem Caccialupi Olivieri (Sanseverino Marche, Rieti, Cingoli)
- Meminisse iuvabit [gioverà essere ricordato] Cavazzi della Somaglia (Milano)
- Mihi medelam [per me è rimedio] Malaspina
- Munior ne vincar Castellani (Verona)

- Nec arius nec aaron Arroni (Spoleto)
- Nec flectitur aura [il vento non lo piega] Crosa (Genova)
- Nec tempora possent De Buatier De Mongeot (Parma)
- Nec vi nec auro, sed justitia [né con la violenza né col denaro, ma con la giustizia] Brancadori (Torino)
- Nec vi nec vitio [né con la forza né con l'inganno]  Greppi (Jesi, Milano)
- Ne derelinquas nos, Domine D'Adda e D'Adda Salvaterra (Milano)
- Neque sol per diem neque luna per noctem Bonanno (Palermo, Napoli, Siracusa, Catania)
- Ne timeas [affinché tu non tema] Ancilotto (Treviso)
- Nigra sum, sed formosa [sono nera, ma bella] Bruno
- Nihil clarius luce [niente più chiaro della luce] Caracciotti (Roma, Piedimonte (Terni))
- Nihil melius fidelitate [niente è meglio della fedeltà] Castiglione (Penne, Pescara)
- Nihil difficile volenti [nulla è difficile per chi vuole] Caccia Dominioni (Milano)
- Nihil difficile volenti [nulla è difficile per chi vuole] Bravi (Bergamo)
- Nihil frugius Colini (Majolati (Ancona))
- Nihil generosius Cavalli (Brescia, Carpenedolo, Padova)
- Nil timeo nisi Deum [nulla temo se non Dio] Economo (Vienna)
- Nisi Dominus aedificaverit Casanova (Milano, Capriano (Brianza))
- Nisi Dominus custodierit Casanova (Milano)
- Nisi lacessitus laedo Avogadro (Vercelli)
- Nisi lacessitus laedo Bravi (Bergamo)
- Nitimur in vetitum Grillo
- Nobilitas totius dominii Estensis Ciocchi (Parma, Modena)
- Nobis ardua [a noi le cose più difficili] Zamprotta (Biella)
- Nobiscum Deus Emanuelli
- Non Confundar In Aeternum; In te, Domine, Speravi Corvi (Slumona)
- Non deest generoso in pectore virtus [non manca la virtù nel cuore generoso] Arcelli-Fontana (Piacenza)
- Nondum sol occidit Dettori (Sassari)
- Non fortuna sed virtus Amman (Milano)
- Non omnis moriar Couard (Trieste)
- Non plus ultra Clerici (Milano)
- Non quod vis tero Capogrossi Guarna (Roma)
- Non sibi sed patriae Ciani Bassetti (Trento)
- Non sine armis patria Albertoni Picenardi e Albertoni (Cremona, Milano)
- Non sine campis Campi (Modena, Bologna, Roma)
- Non sine certamine Burgio (Palermo, Mazara)
- Non sine virtute Biscaretti (Torino)
- Nos ipsi fortuna Cataliotti (Palermo, Parigi)
- Nos ipsi fortuna Cataliotti Valdina (Palermo, Parigi)
- Nosce te ipsum Caprara (Bologna)
- Nulla me terrent [nulla mi atterrisce] Ballestrero (Piemonte, Prussia)
- Numine et acumine Crotti detti Crotti Imperiali (Costigliole Saluzzo, Torino)

- Omnem spem in virtute Brunner Muratti (Udine)
- Omnia cum mensura Buffa (Torino)
- Omnibus his solus Cavazzocca Mazzanti (Verna, Lazise)
- Onus et honos Bertolè Viale (Crescentino, Torino)
- Opes fugit ospitem Caracci (Gazzuolo (Mantova))
- Oportet [è opportuno] Colleoni (Bergamo)
- Oportuna quaero Bertacchi (San Miniato)
- Os tot ni lineas habet quot stemma refulget Bernardi (Venezia, Follina)

- Par avis cygno Paravicini e Baiveri (Lombardia)
- Parcere subiectis et debellare superbos De Chaurand de Saint Eustache (Bergamo, Firenze, Torino)
- Parta virtute aucta labore Brunetti Gayoso (Massa, Madrid, Parigi)
- Parvi pendentes me contemno Berlinghieri (Siena)
- Patientia omnia vincit De Boigne (Le Borgne) (Chambery)
- Patriae salus et gloria Bayard de Volo (già Volo) (Modena)
- Paulatim [gradatamente] Bastogi (Firenze)
- Pavit patientia palmam Biga (Torino)
- Pax nobis Antonucci (Roma, Subiaco)
- Pedes ac rostrum Gallorum sanguine tinxi [i piedi e il rostro tinsi del sangue dei Francesi] Corbelli (Pesaro)
- Penetrabili visu Curlo (Taggia, Genova, Torino)
- Penna metuente solvi Degli Albertini (Verona, Garda sul Lago, Torino)
- Per aspera ad astra Alberti de Enno (Genova)
- Perit ut vivat Agliaudi Baroni (Torino)
- Pernox luna magnifica facere Albino (Benevento)
- Plus pressa plus surgit Serci (Nuraminis (Sardegna))
- Plus pressa plus surgit Vaquer (Villasor, Nuraminis (Sardegna))
- Plus pressa plus surgit Ratto Vaquer (Genova, Prunetto, Roma)
- Post fata resurgo Estremola (Palermo)
- Post nubila Phoebus Baldasseroni (Firenze, Lubiana)
- Post tenebras lux Capponi (Firenze)
- Post tenebras lux [dopo il buio, la luce] Lucifero d'Aprigliano (Crotone)
- Post tenebras spero lucem Benvenuti (Ombriano, Montodine (Cremona))
- Post tenebras spero lucem Corvi (Campania, Abruzzo, Molise, Emilia-Romagna, Veneto)
- Potentes ubique Bertolè
- Potentes ubique Bertolè Viale (Crescentino, Torino)
- Potius mori quam foedari Bianchi (Reggio Emilia)
- Praecedit non incidit [taglia non incide] Lomeri
- Praeclari facinoris gloria Della Croce (Milano)
- Praemium virtutis honos [[Armoriale delle famiglie italiane] (Pal-Paz)|Pazzaglia (Bologna, Pistoia, Roma e Viterbo)]]
- Praesidium et decus Calvi (Parma, Reggio Emilia)
- Precisa viresco Ambrosi de Magistris (Roma)
- Primi deorum hominum et honorum Brusati (Milano)
- Pro Deo et patria Codelli (Mossa (Gorizia), Ramuscello (Udine), Gorizia)
- Pro fortis hasta dea Boni (Garfagnana, Firenze)
- Pro iustitia Borsarelli (Torino)
- Pulchrior in tenebris Alberti (Saluzzo, Savigliano)
- Puritas et veritas Beraudo (Torino)
- Puritate et fide Bianco (Torino)
- Purus elucescat Pasquale (Cuneo)

- Quam candidus integer Civalieri Inviziati (Torino, Alessandria)
- Quid luna cum cancris? Cerri Gambarelli (Piacenza)
- Qui mecum non est contra me est Pannocchieschi d'Elci (Siena)
- Quod non tibi noli Cravetta (Torino, Savigliano)
- Quod oculi vident consequorabis Cattaneo di Proh (Confienza, Milano)

- Recte et perseveranter Economo (Trieste)
- Rectum et recte Cavazzoni Pederzini (Modena)
- Regnante Palalde vinces Crema (Cavallermaggiore)
- Robore intuituque Altoviti-Avila (Firenze)

- Sacrum Senatum servavit Alli Maccarani (Firenze)
- Saepe Jovis telo quecus adusta viret Bellentani (Modena)
- Sais qui prudens Cubitt
- Sancte Anthere adesto Claretta (Torino)
- Sancte Anthere adesto Claretta Assandri (Torino)
- Satis meruisse Alberghetti (Treviso)
- Se belluam alere quae se ipsam absumeret Braghini Nagliati (Ferrara)
- Sed non deficiunt (ma non vengono meno) Mondella (Brescia); Mandelli (Milano, Maccagno)
- Semel emissum Degli Albertini (Verona, Garda sul Lago, Torino)
- Semper fidelis Canale Massucci (Roma, Recanati)
- Semper idem Cipriani (Livorno)
- Semper nobiles cum astutia et sacrificio Gatto di Rogliano
(Roma)
- Semper suaves Bargagli (Siena)
- Semper vigilans [sempre vigile] Galli della Loggia
- Semper viva fides [la fede è sempre viva] Barracco (Crotone)
- Servabo Compostella
- Serva fidem Camerata (Torino)
- Servendo me consumo Cerioli (Brescia, Como, Fiorenzuola d'Arda, Broni (Pavia))
- Sic age ne timeas Cusani Visconti Botta Adorni e Cusani Confalonieri (Milano, Chignolo Po, Carate Brianza)
- Sic augeor Antonielli (Torino)
- Sic crede Accolti Gil (Bari e Conversano)
- Sic itur ad astra Bautte (Ginevra), Agostini (Pisa)
- Sic mea lux Alessio (Asti)
- Sic personat virtus De Barral De Montauvrard (Torino, Bissy)
- Sicut aquila sicut turres De Buzzaccarini (Costabissara (Vicenza), Padova)
- Sic vivam Balegno Aliberti Canale (Torino)
- Si Deus intersit Cibrario (Torino)
- Signifer vis et clementiae Emanuele o Manuele (Palermo, Salemi)
- Sine macula et nive candidior Carcano (Milano)
- Singula Coelo ex alto D'Ambrosio (Napoli)
- Sit nomen Domini benedictus Antonini (Rovereto (Trento))
- Sola fides Camozzi de Gherardi Vertova (Bergamo)
- Soli altissimo gloria Petitti di Roreto e Petitti Bagliani di Roreto (Torino)
- Soli Deo Bruno (Torino, Bussoleno)
- Solo in Deo Corvi (Spoleto)
- Solo in Deo Travaglini (Spoleto, Ferrara, Bologna)
- Solo in Deo Zacchei Travaglini (Spoleto)
- Sordida pello Crivelli (Milano)
- Spera in Deo Baffa Trasci (Cosenza) e Cavazzi de' Battaini (Bergamo, Milano)
- Spera in Deum et fac bonitatem Caramelli (Roma)
- Spera in Deum et fac bonum Capris (Torino)
- Spes mea in Domino Cocozza (Nola)
- Sta firmiter et opera Benizzi Castellani Tettoni (Reggio Emilia)
- Stat magni nominis umbra [sopravvive l'ombra di un gran nome] Umbrosi
- Stringimus dum stringimur Bulgarini d'Elci (Siena)
- Stringimus dum stringimur D'Elci
- Sub cujus pede fons vivus emanat Pascale (Napoli)
- Sublimiora Butteri (Viguzzolo)
- Succumbo et non occumbo Buzzoni (Fossano)
- Sum bona spina bonis, sum mala spina malis Malaspina (Lunigiana)

- Talis noster Amor e Fata viam invenient D'Albertas (Torino)
- Te sine quid moliar? D'Alessandro (Napoli, Pescolanciano)
- Tempore, ingenio et modo Bourbon del Monte (Firenze, Perugia, Roma)
- Triplici securitate Crisolini (Bagno di Romagna, Firenze)
- Tuta contennit procellas Colonna di Paliano (Roma)
- Tutus est a Deo Averoldi (Brescia, Lonato)
- Tutus in nuda Celani (Roma)
- Tutus in silvis Albertoni Picenardi e Albertoni (Cremona, Milano)
- Tutum signat iter Natoli (Parigi, Sicilia, Milano)

- Ubi fides ibi cuncta Cenci Goga (Perugia, Firenze)
- Ubique non mutant Cucca Mistrot (Torino, Villarbasse)
- Ubique patria Crispolti (Rieti, Torino, Roma)
- Ultra plus Clerici (Milano)
- Una salus Cervis (Torino)
- Unum et idem [uno solo e sempre lo stesso] Monesi (Modena)
- Ursum ne tentes Alfazio Grimaldi (Asti)
- Usque ad sidera [fino alle stelle] Biondi (Bibbiena) e Tuccimei (Roma orig. Sezze)

- Vae vi de vi Davico (Torino, Fossano)
- Vicit leo de tribu juda Della Croce (Milano)
- Vicit leo de tribu juda Della Croce Gaspari (Milano)
- Vincendum aut moriendum Arborio linea di Gattinara (Torino)
- Vincere aut mori Caracciolo (Napoli, Roma, Velletri)
- Virtus addidit Asinari Rossillon (Torino)
- Virtus auget honorem Bourbon del Monte (Firenze, Perugia, Roma)
- Virtus beatos efficit Ratto o Ratti (Cherasco, Fossano, Prunetto)
- Virtus et robur Demuro (Donigala-Siurgus, Siurgus, Orroli, Suelli, Serdiana)
- Virtus in arduis Cavalleri (Racconigi)
- Virtus in infaustis fortior [nelle avversità più forte è la virtù] Antonini (Napoli, Roma)
- Virtus in infaustis fortior [nelle avversità più forte è la virtù] Cappelli (San Demetrio nei Vestini)
- Virtus nescia vinci Cigala Fulgosi (Piacenza)
- Virtus omnia vincit Ambrosio (Cuneo)
- Virtus sola lucescit Ceresa di Bonvillaret (Torino, Bologna)
- Virtus venenum expellit [la virtù respinge i sortilegi] Baiveri (Asti, Firenze, Masio (Alessandria)
- Virtute duce Anelli (Milano, Reggio Emilia)
- Virtute duce comite fortuna [il valore per guida, la fortuna per compagna] Accorretti (Macerata, Filottrano, Ancona, Roma)
- Virtute et opere Boetti (Torino)
- Virtute et prudentia Bossi Fedrigotti di Ochsenfeld (Rovereto, Sacco (Trento))
- Virtute et vi [col valore e con la forza] Corte (Torino)
- Virtute ex alto agitata crescit Compagnoni Floriani (Macerata, Firenze)
- Virtute probatus [stimato per la virtù] Castellinard (Parma, Bari)
- Virtute vivam [che io viva con valore] Frabetti (Bologna)
- Vis nescia vinci Cusani (Torino)
- Vis unita fortior Cenami (Lucca)
- Vidi Pico (Casale)
- Vivite fideles Alimonda (Trieste)
- Volvitur immoto securum cardine coelum Cardia (Siliqua)

## Motti in francese
- À bon chat bon rat [a buon gatto buon topo] Gatti
- À bon compte [a buon conto] Cambiano
- À bon droit Luserna
- À bon fin [a buon fine] Della Valle
- À bon rendre [a buon rendere] Asti (Torino)
- À bon rendre [a buon rendere] Roero
- À bon rendre [a buon rendere] Scozia
- À chacun son droit [a ciascuno il suo diritto] Robbio
- À chascun son droict [a ciascuno il suo diritto] Curnis
- À Dieu servir [per servire Dio] Garneri (Dronero)
- À Dieu seul je m'areste Mareste
- À Dieu soit tout Ballada (Verzuolo, Saluzzo)
- Adressez vous a Dieu [rivolgetevi a Dio] Ruscazio
- Aime et combat de mesme [ama e combatte allo stesso modo] Galli della Loggia
- Aimer Dieu [amare Dio] Cordero (Torino, Mondovì)
- Aimer Dieu Cordero di Pamparato
- À jamais à jamais à jamais Lostan
- À petite cloche grand son De Grandson
- Après fortune Veglio
- À saison [alla (sua) stagione] Maronis
- Assez à temps De Maréschal
- À temps viendra Michelini
- À tout azard Carelli (Torino)
- À toute puissance Salvai
- À tout puissance Sclopis
- À tout regard Barel (Torino)
- À tout regard De Régard
- Aux hazards bonvillars De Bonvillard
- Avant Saluzzo di Cardè
- Avec le temps [col tempo] Perachino e Peracchino (Piemonte)
- Ayez pitié [abbiate pietà] Panissera (Mondovì)
- Ayez prudence [siate prudenti] Bisso

- Bataille pour Dieu [battaglia per Dio] Battaglia (Bologna, Toscana, Pisa, Venezia, Sicilia, Treviso)
- Bataille pour Dieu [battaglia per Dio] Battaglini (Pisa, Rimini)
- Bel avis De Coucy
- Belle sans blasme De Luyrieux
- Bien avant Albertengo (Torino, Vigone)
- Bien avant Tolosano
- Bien connaître avant qu'aimer Isnardi (Caraglio)
- Bien connaître avant que d'aimer Guttuari
- Bien faire et laisser dire Di Breganze (Vicenza)
- Bien faire, laisser dire [fare bene e lasciar dire] Melica
- Bien faire passe tout [ben fare supera tutto] Brayda e Braida
- Bien faire passe tout [ben fare supera tutto] Valfredi
- Bien sera Di Settimo
- Bien sera Truchietti
- Bien souffrir à temps [ben soffrire in tempo] Ferraris dei Cherasco
- Bien souffrir à temps [ben soffrire in tempo] Ferraris di Occhieppo
- Bon feu à Mallivert De Malyvert

- C'est mon désir [è mio desiderio] Guasco (Alessandria)
- Chacun son tour [ciascuno a sua volta] Salmatoris (Piemonte)
- Contre le droit nul droit Avet (Roma)

- De jour en jour Costa (Torino)
- De tout temps apparent [sono in evidenza in ogni tempo] Parenti
- Doue Araok De Carmoy (Roma)
- Droit Altan (Vittorio Veneto)
- Droit quoique il soit [diritto a qualunque costo] Cora (Saluzzo)
- Droit quoy quil soit [diritto a qualunque costo] Cavassa (Saluzzo)

- En avant Bollati (Torino)
- En adverse fortune bon coeur Cais e Cays (Torino)
- En tout temps je ferais voir ma force [in ogni momento dimostrerò la mia forza] Avogadro (Piemonte)
- Esperons en Dieu Faussone di Germagnano (Mondovì, Torino)

- Fais ce que dois, Dieu pourvoira [fa' quello che devi, Dio provvederà] Robbiano (Piemonte)
- Fe devoir Balbo (Torino)
- Fe devoir Balbo Bertone (Torino)
- Franc et courtois [franco e cortese] Franchelli (Liguria)

- Il est bien secret Calcagnini Estense (Fusignano, Fano)
- Il faut voir Compans di Brichanteau Challant

- La dieu merci Ceva di Nucetto (Torino, Nucetto)
- Laissez dire [lasciate dire] Caroli (Saluzzo)
- Le bel et le bon Alessandri (Firenze)
- Loyauté passe tout Bautte (Ginevra); Mondella (Brescia); Mandelli (Piacenza, Caorso)

- Nul bien sans peine Bava Beccaris (Fossano)

- Ou bien, ou rien Cinti (Ancona)

- Point de plaisir sans douleur Bertini (Savigliano)
- Pour l'avenir Broglio o Broglia (Torino, Piemonte)
- Pour non fallir Castiglioni (Cingoli)

- Quand à Dieu plaira Corsi (Firenze)

- Regarde a toi Balbiano (Torino)

- Savoye est ma voye Blanc (Roma)
- Sureté Cacherano (Torino)

- Tien droit Asinari Rossillon (Torino)
- Toujours à bon fin [sempre a buon fine] Pellegrino

## Motti in spagnolo
- A Castilla y a Leon nuevo mundo dio Colon [Colombo diede un nuovo mondo alla Castiglia e al Leon] Colombo, Cristoforo
- Adaxio [adagio] Bunis
- Agitado mas siempre firme [mosso, ma sempre fermo] Paravicini (Como, Valtellina, Milano)
- Assi Vargas machuca [così Vargas stritola] Vargas Machuca (Napoli)

- Cada dia sperando [sperando ogni giorno] Balbiani o Balbani (Chiavenna)

- De ben en mejo [di bene in meglio] Risardo e Rissardi

- Quiero y quiero De Asarta e De Asarta Guiccioli (Genova, Roma)

## Motti in catalano
- Mi vay calar que fol parlar Durand (Nizza Marittima)

## Motti in tedesco
- Al recht, al recht Damiano
- Als recht Gallo
- Fairnesse und gratitude [lealtà e gratitudine] Coppola
- Noch, noch [ancóra, ancóra] Saluzzo
- Thue gut [fa' il bene] Ghisleri

## Motti in dialetto
- A lo parlare agi mesura [sii cauto nel parlare] Melatino (Teramo)
- Alzo pest [come un flagello] Brivio
- Aut e drit Nigra
- Fasse felice chi virtù investica Arrigoni (Villa Santina)
- Signur uardemi da la losna du tron e da cui d'la raca di Ricaldon Di Ricaldone
- Tanto auto quanto se puote Altieri (Roma)
- Tort ne dure Alfieri (Roma)
- Quanno c’è fo, c’è fo Galletti (Caltanissetta)

## Motti in lingua sconosciuta
- A buen rendre Roero
- Willigiss Del Carretto